# 라리사 올레이닉
러리사 올레이닉(Larisa Oleynik, 영어 발음: /ləˈriːsə/, 1981년 6월 7일 ~ )은 미국의 배우이다.

## 출연 작품

### 영화
- 뷰티 인 더 글라스 (2019) - 힐러리 역
- 아메리칸 호러 스토리: 메리메이커의 살인자 (2019, Animal Among Us) - 어니타 비숍 역
- 내가 널 사랑할 수 없는 10가지 이유 - 비앙카 스트랫포드 역

### 텔레비전
- 로앤오더: 성범죄 전담반 (2016)